# Leporinus lebaili
Leporinus lebaili är en fiskart som beskrevs av Jacques Géry och Planquette, 1983. Leporinus lebaili ingår i släktet Leporinus och familjen Anostomidae. Inga underarter finns listade i Catalogue of Life.